# Puyo Puyo 7
Puyo Puyo 7 (ぷよぷよ7 Puyo Puyo Sebun) est un jeu de puzzle sorti en 2009 sur Nintendo DS, PlayStation Portable et Wii. Il est un jeu de la série Puyo Puyo.
Le mode de jeu de base, Great Transformation (だいへんしん Daihenshin), permet aux personnages de prendre des formes enfants ou adultes, donnant des puyo plus petits ou plus grands respectivement.

## Personnages
Nouveaux personnages de "Puyo Puyo 7"
Ringo Andou, Maguro Sasaki, Risukuma, Dark Arle, Ecolo
Personnages de la série "Puyo Puyo" originale
Arle, Skeleton-T, Draco Centauros, Schezo, Suketoudara, Rulue, Satan, Carbuncle
Personnages de la série "Puyo Pop Fever"
Amitie, Sig, Raffina, Feli, Lemres, Klug
Personnages de la fin du mode « Histoire »
Tous ensemble (Ringo, Arle, Amitie comme les 3 protagonistes)
Autres personnages : Harpie, Witch

## Système de jeu
Il y a cinq modes de jeu utilisés dans les jeux de Free Battle. Sauf en mode Mission, un joueur est éliminé quand il/elle sort en tête, et le dernier joueur (ou latéral) debout gagne le tour.
Puyo Puyo Grande Transformation (ぷよぷよだいへんしん Puyopuyo Daihenshin)
Mini Puyo (ちびぷよ Chibi puyo)
Mega Puyo (でかぷよ Deka puyo)
Puyo Puyo (ぷよぷよ Puyopuyo)
Puyo Puyo 2 (ぷよぷよ通 Puyopuyo tsū)
Puyo Puyo Fever (ぷよぷよフィーバー Puyopuyo Fībā)
Mission Puyo (なぞぷよ Nazo puyo)
Le mode histoire se concentre principalement sur la Grande Transformation, mais a un petit nombre d'autres modes en plus.
Les trois premiers modes sont également disponibles pour les jeux multijoueurs sur Nintendo Wi-Fi Connection.